# Pinguicula chilensis
Pinguicula chilensis är en tätörtsväxtart som beskrevs av Dominique Clos. Pinguicula chilensis ingår i släktet tätörter, och familjen tätörtsväxter. Inga underarter finns listade i Catalogue of Life.